# Linum monogynum
Linum monogynum är en linväxtart som beskrevs av Forst. f.. Linum monogynum ingår i släktet linsläktet, och familjen linväxter. Inga underarter finns listade i Catalogue of Life.